# Joseph Marmette
Joseph-Étienne-Eugène Marmette (Montmagny, 25 ottobre 1844 – Ottawa, 7 maggio 1895) è stato uno storico e romanziere canadese.

## Biografia
Nacque a Montmagny, Canada orientale, Marmette fu studente del Séminaire de Québec e del Regiopolis College. Si iscrisse a giurisprudenza presso l'Université Laval, ma non completò i suoi studi. Diventò invece un impiegato nell'ufficio del governo provinciale. Nel 1882, si trasferì in Europa quando fu nominato agente speciale per la Svizzera e la Francia. Fu nominato anche archivista in Francia. Gli succedette Édouard Richard.
Fu uno dei fondatori del "Cercle des Dix", un gruppo di persone che discutevano nei campi della letteratura, storia, scienza, e geografia. Gli altri membri erano Benjamin Sulte, Alfred Duclos, e Alphonse Lusignan.
Sua figlia Marie-Louise Marmette era anche lei un'autrice e docente.

## Opere principali
- Charles and Eva (1868)
- Francois de Bienville (1870)
- L'Intendant bigot (1872)
- Le Chevalier de Momac (1873)
- La sposa promessa al ribelle (La fiancée du rebelle) (1875), Aosta, Falagi, 2013 - traduzione di Lorena Trotta
- Les Machabdes de la Nouvelle France (1878)